# Le Vicel
Le Vicel est une commune française, située dans le département de la Manche en région Normandie, peuplée de 119 habitants.

## Géographie
La commune est traversée par la Saire.
| Valcanville | Valcanville          | Valcanville, Anneville-en-Saire |
| Le Vast     | Vicel                | Anneville-en-Saire              |
| Le Vast     | Le Vast, La Pernelle | Anneville-en-Saire              |

### Hydrographie
La commune est située dans le bassin Seine-Normandie. Elle est drainée par la Saire, le cours d'eau 01 du Camp de César, le fossé 01 de la Maison d'Anneville, la Saire et divers autres petits cours d'eau,.
La Saire, d'une longueur de 31 km, prend sa source dans la commune du Mesnil-au-Val et se jette  dans la baie de Seine à Saint-Vaast-la-Hougue, après avoir traversé douze communes. 

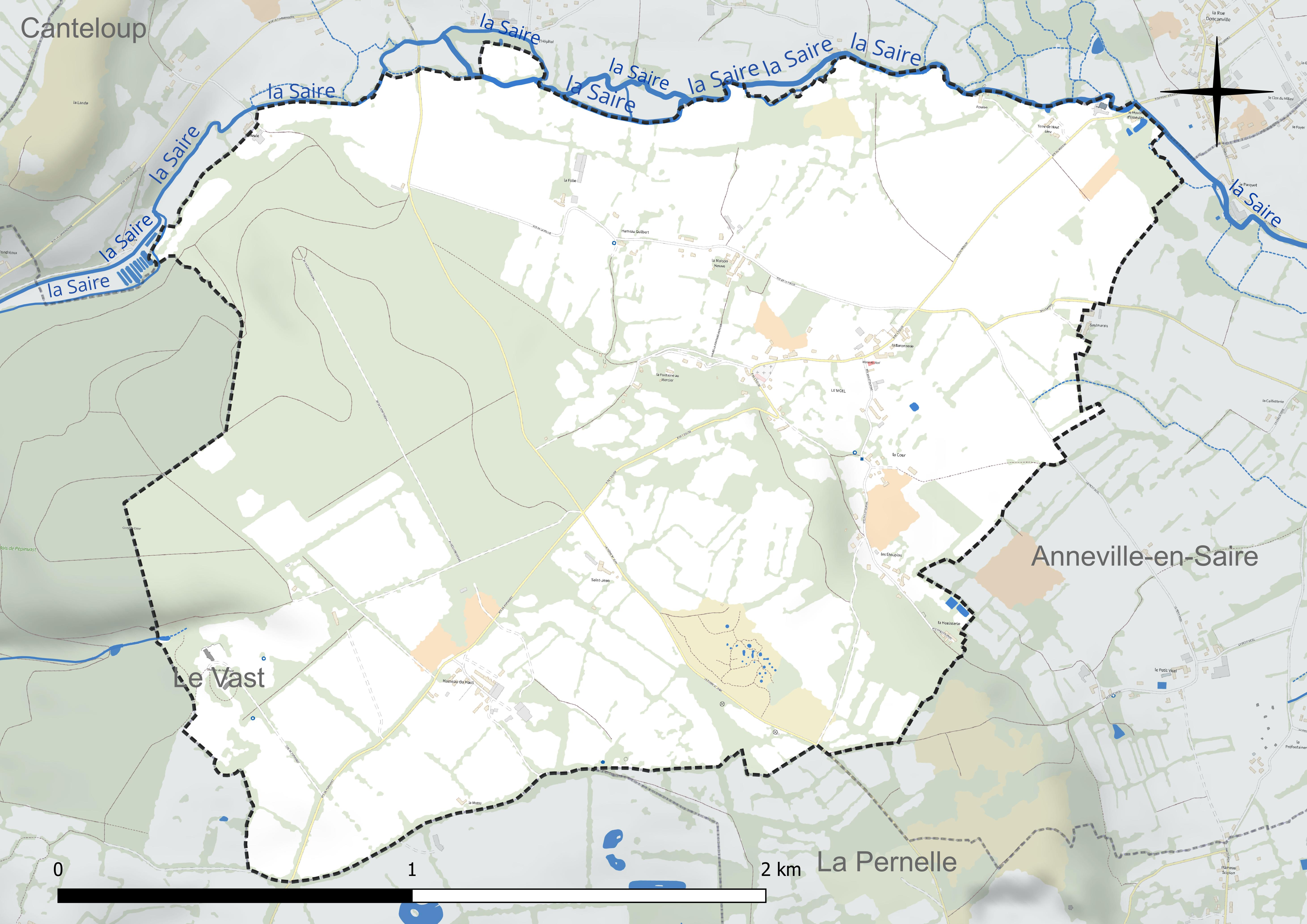
Réseau hydrographique du Vicel.

### Climat
Pour des articles plus généraux, voir Climat de la Normandie et Climat de la Manche.
En 2010, le climat de la commune est de type climat océanique franc, selon une étude du CNRS s'appuyant sur une série de données couvrant la période 1971-2000. En 2020, Météo-France publie une typologie des climats de la France métropolitaine dans laquelle la commune est exposée à un climat océanique et est dans la région climatique  Normandie (Cotentin, Orne), caractérisée par une pluviométrie relativement élevée (850 mm/a) et un été frais (15,5 °C) et venté. Parallèlement le GIEC normand, un groupe régional d’experts sur le climat, différencie quant à lui, dans une étude de 2020, trois grands types de climats pour la région Normandie, nuancés à une échelle plus fine par les facteurs géographiques locaux. La commune est, selon ce zonage, exposée à un « climat maritime », correspondant au Cotentin et à l'ouest du département de la Manche, frais, humide et pluvieux, où les contrastes pluviométrique et thermique sont parfois très prononcés en quelques kilomètres quand le relief est marqué.
Pour la période 1971-2000, la température annuelle moyenne est de 10,9 °C, avec une amplitude thermique annuelle de 10,9 °C. Le cumul annuel moyen de précipitations est de 927 mm, avec 13,4 jours de précipitations en janvier et 7,2 jours en juillet. Pour la période 1991-2020, la température moyenne annuelle observée sur la station météorologique la plus proche, située sur la commune de Gatteville-le-Phare à 6 km à vol d'oiseau, est de 11,6 °C et le cumul annuel moyen de précipitations est de 866,7 mm,. Pour l'avenir, les paramètres climatiques de la commune estimés pour 2050 selon différents scénarios d’émission de gaz à effet de serre sont consultables sur un site dédié publié par Météo-France en novembre 2022.

## Urbanisme

### Typologie
Au 1er janvier 2024, Le Vicel est catégorisée commune rurale à habitat dispersé, selon la nouvelle grille communale de densité à sept niveaux définie par l'Insee en 2022.
Elle est située hors unité urbaine. Par ailleurs la commune fait partie de l'aire d'attraction de Cherbourg-en-Cotentin, dont elle est une commune de la couronne,. Cette aire, qui regroupe 77 communes, est catégorisée dans les aires de 50 000 à moins de 200 000 habitants,.

### Occupation des sols
L'occupation des sols de la commune, telle qu'elle ressort de la base de données européenne d’occupation biophysique des sols Corine Land Cover (CLC), est marquée par l'importance des territoires agricoles (72,6 % en 2018), en augmentation par rapport à 1990 (64,8 %).
La répartition détaillée en 2018 est la suivante : prairies (44,3 %), forêts (24,7 %), terres arables (20,6 %), zones agricoles hétérogènes (7,8 %), milieux à végétation arbustive et/ou herbacée (2,6 %).

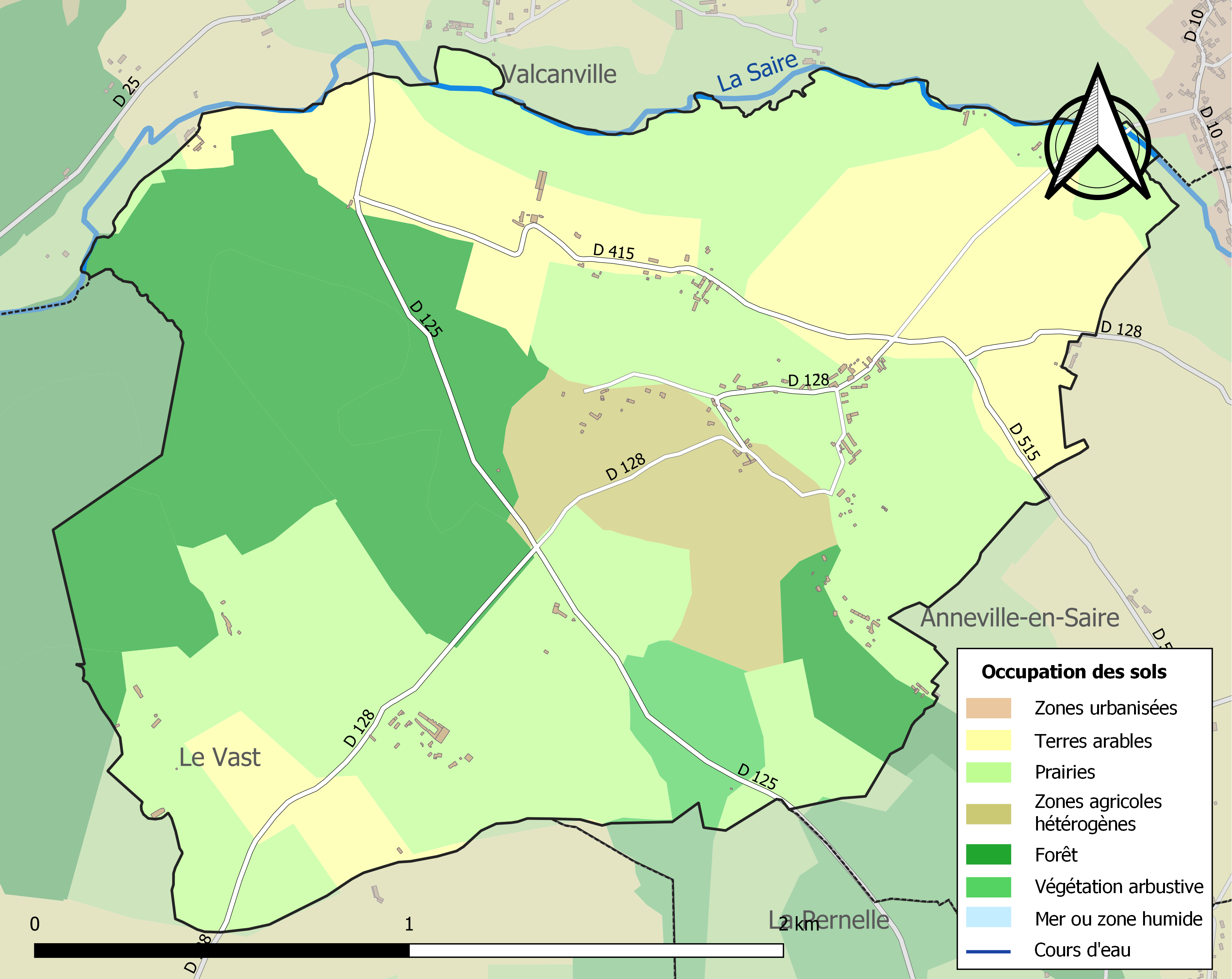
Carte des infrastructures et de l'occupation des sols de la commune en 2018 (CLC).

L'évolution de l’occupation des sols de la commune et de ses infrastructures peut être observée sur les différentes représentations cartographiques du territoire : la carte de Cassini (XVIIIe siècle), la carte d'état-major (1820-1866) et les cartes ou photos aériennes de l'IGN pour la période actuelle (1950 à aujourd'hui).

## Toponymie
Le nom de la localité est attesté sous les formes Sancta Maria de Wisel en 1134, Robertus de Wissel en 1180, Wissel en 1180, le Vuissel en 1250, de Visel vers 1280, Notre Dame de Vicel en 1421.
René Lepelley considère le latin viscellum à l'origine du toponyme : « l'endroit où il y a du gui » (viscum).
Le gentilé est Vicelais.

## Histoire
Dans le bois de Pépinvast on a relevé une levée de terre érigée probablement dès la protohistoire.
Au Moyen Âge fut instauré une foire annuelle dite de la Saint-Jean qui se tenait le 25 juin.
La paroisse dépendait du doyenné de Valognes.

## Politique et administration
| Période                                  | Période   | Identité                | Étiquette | Qualité           |
| ---------------------------------------- | --------- | ----------------------- | --------- | ----------------- |
| 1802                                     | 1815      | Prosper d'Aigremont     |           |                   |
| 1870                                     | 1889      | Jean Polydore Le Marois |           | Militaire, député |
| 1919                                     | 1954      | Jacques Durand          |           |                   |
| 1954                                     | 1971      | Jacques Roupsard        |           |                   |
| 1971                                     | 1983      | Louis Letoupin          |           |                   |
| 1983                                     | mars 2001 | Chantal Roupsard        | GE        |                   |
| mars 2001                                | mars 2014 | Cécile Laverge          | SE        |                   |
| mars 2014                                | En cours  | Jean-Marie d'Aigremont  | SE        | Retraité          |
| Les données manquantes sont à compléter. |           |                         |           |                   |

Le conseil municipal est composé de neuf membres (pour onze sièges) dont le maire et un adjoint.

## Démographie
L'évolution du nombre d'habitants est connue à travers les recensements de la population effectués dans la commune depuis 1793. Pour les communes de moins de 10 000 habitants, une enquête de recensement portant sur toute la population est réalisée tous les cinq ans, les populations de référence des années intermédiaires étant quant à elles estimées par interpolation ou extrapolation. Pour la commune, le premier recensement exhaustif entrant dans le cadre du nouveau dispositif a été réalisé en 2005.
En 2022, la commune comptait 119 habitants, en évolution de −5,56 % par rapport à 2016 (Manche : −0,31 %, France hors Mayotte : +2,11 %).
Le Vicel a compté jusqu'à 518 habitants en 1806.
| 1793 | 1800 | 1806 | 1821 | 1831 | 1836 | 1841 | 1846 | 1851 |
| ---- | ---- | ---- | ---- | ---- | ---- | ---- | ---- | ---- |
| 455  | 430  | 518  | 412  | 453  | 478  | 451  | 403  | 378  |

| 1856 | 1861 | 1866 | 1872 | 1876 | 1881 | 1886 | 1891 | 1896 |
| ---- | ---- | ---- | ---- | ---- | ---- | ---- | ---- | ---- |
| 363  | 362  | 380  | 365  | 351  | 325  | 303  | 275  | 302  |

| 1901 | 1906 | 1911 | 1921 | 1926 | 1931 | 1936 | 1946 | 1954 |
| ---- | ---- | ---- | ---- | ---- | ---- | ---- | ---- | ---- |
| 301  | 273  | 260  | 187  | 172  | 169  | 148  | 315  | 136  |

| 1962 | 1968 | 1975 | 1982 | 1990 | 1999 | 2005 | 2006 | 2010 |
| ---- | ---- | ---- | ---- | ---- | ---- | ---- | ---- | ---- |
| 134  | 121  | 102  | 113  | 104  | 113  | 141  | 141  | 146  |

| 2015 | 2020 | 2022 | - | - | - | - | - | - |
| ---- | ---- | ---- | - | - | - | - | - | - |
| 126  | 118  | 119  | - | - | - | - | - | - |

## Culture locale et patrimoine

### Lieux et monuments

#### Patrimoine religieux
- Église Sainte-Marie avec une petite tour en façade de la nef. Édifiée avant le XIIe siècle, elle est dotée d'un clocher en 1746 et restaurée en 1889[32], après avoir été en partie reconstruite soixante-dix ans plutôt. Elle abrite plusieurs œuvres (tableaux, statues et bas-reliefs) classé au titre objet[33] dont trois bas-reliefs XVe et XVIIe et une vingtaine d'objets inscrits[34].
- Oratoire Notre-Dame du Carrefour. Il abritait depuis toujours une Vierge à l'Enfant qui fut vandalisée en 2008 et qui depuis a été restaurée et mise à l'abri dans l'église[22].
- Chapelle funéraire de la famille Le Marois (probable) : monument d'inspiration égyptienne, en forme de mastaba, situé dans un coin du cimetière[35].
- Croix de cimetière du XVIIe siècle.

Pour mémoire
- Le prieuré du Licornet. On suppose que sa fondation remontait au VIe siècle et qu'il fut détruit par les Vikings[36], en 841[37]. L'établissement (une léproserie) devait avoir une certaine importance, puisque plus tard, il fut partagé entre les autres abbayes de la région[37]. Sous la Révolution, on note la vente comme bien national d'une terre « sur laquelle est une masure nommée l'Abbaye du Licornet ». Ladite masure, qui n'existe plus, devait se situer d'après l'acte de vente entre la Saire et le bois de la Folie[37].

#### Patrimoine civil
- Camp de César, dans le bois de Pépinvast. Le retranchement situé sur les hauteurs permettant la surveillance des côtes, se présente sous la forme d'une levée de terre. L'appellation anachronique de « camp de César » laisse suggérée à une réoccupation militaire romaine du site[38] dont l'existence pourrait s'expliquer par la proximité de la voie romaine Alauna-Barfleur qui passait tout près[37]. Vers 1780, des monnaies furent découvertes à proximité[22].
- Château de Pépinvast du XVIIIe siècle, dont la sellerie et les remises sont inscrites au titre des monuments historiques par arrêté du 20 novembre 1992[39], le parc est inscrit à l'Inventaire général du patrimoine culturel[40]. Le château est construit entre 1760 et 1770 à la place d'un manoir du XVe siècle. En 1873 on lui adjoint un château de type élisabéthain qui sera démoli moins de cent ans plus tard[22].
- Manoir de la Terre de Haut Lieu du XVIe siècle, situé dans la plaine et dont l'entrée avec son porche à triple arcade, deux entrées piétonnes de part et d'autre de l'entrée charretière, n'est pas sans rappeler celle du manoir de Carnanville à Crasville[41]. Laissé à l'abandon dans les années 1980, il a été depuis restauré[32].

En 1777, le manoir et les terres du Haut Lieu sont acquis par Pierre François Cabart (1742-1792) qui devient sieur Dulongprey, et qui sera élu en 1790 administrateur du département de la Manche. Deux de ses fils seront maires du Vicel et de Saint-Pierre-Église.
- Moulin des Seules (ou d'Esseules), dernier moulin à énergie hydraulique sur la Saire et qui avant la Révolution devait dépendre du manoir de Haut Lieu[42]. Depuis 1901, il est exploité par la famille Roupsard, minotiers de père en fils[22]. Il y eut jusqu'à 52 ou 54 moulins le long de la Saire.
- Tour du moulin Saint-Jean.
- Lavoirs.

### Personnalités liées à la commune
- Jean Léonor François, comte Le Marois (Bricquebec, 1776-1836), qui en 1819 fit l'acquisition du château de Pépinvast. Son fils, Jules Polydore Le Marois (1802-1870) se retirera momentanément dans ses terres du Cotentin.
- Jean Polydore Le Marois (1839-1889), militaire et homme politique, s'établit en 1866 à Pépinvast, et sera maire du Vicel de 1870 à 1889, conseiller général de Bricquebec de 1871 à 1880, puis député bonapartiste de la Manche de 1876 à 1881. C'est à lui qu'on doit l'édification du château élisabéthain et du haras.